# 반정 (결정)

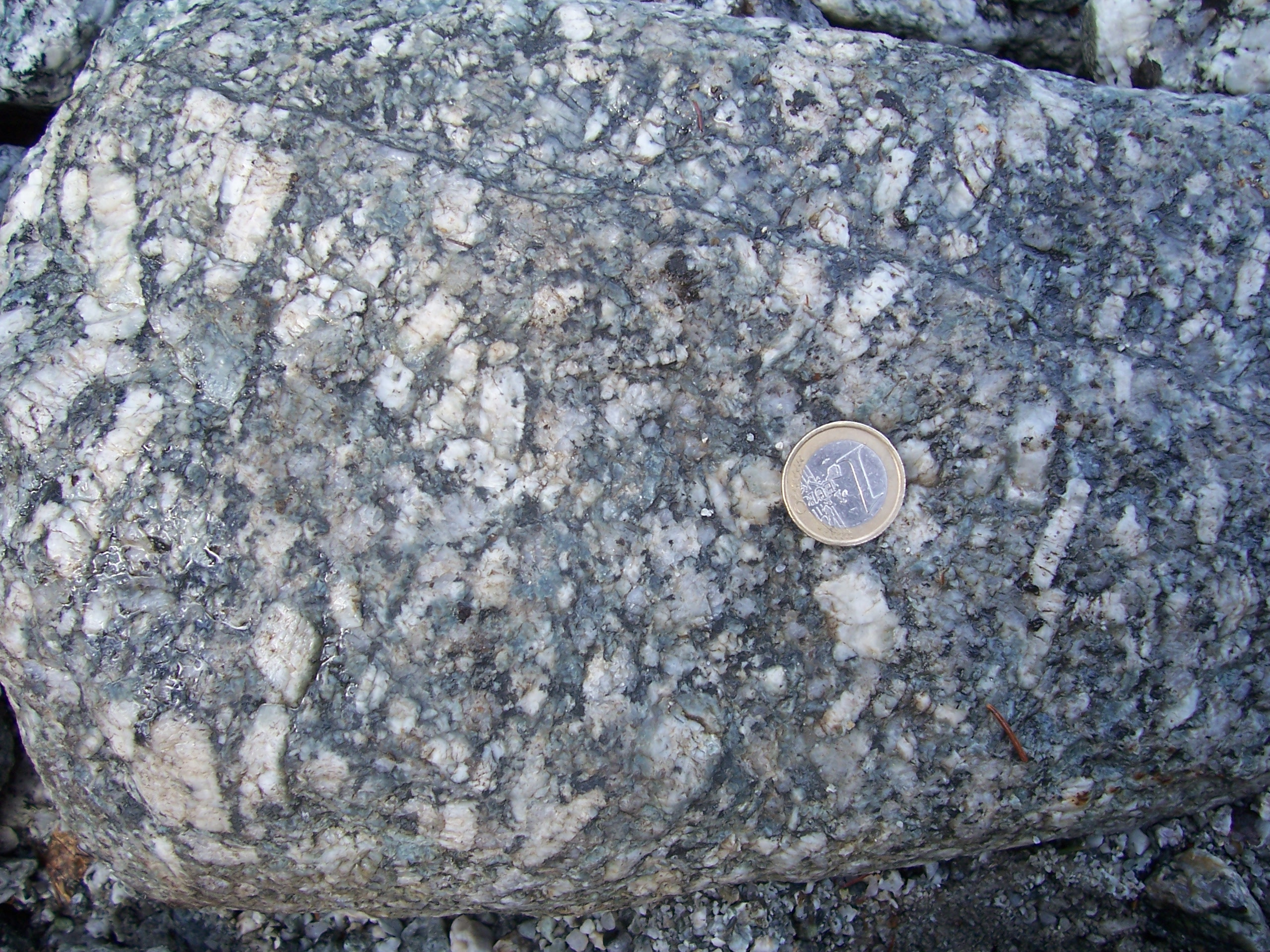
몽블랑 산에서 채집된 화강암. 장석을 반정으로 가지고 있다.

반정(斑晶,영어: phenocryst)은 지질학에서 기질에 둘러싸인 큰 결정을 말하는데 천천히 식다가 급격한 온도 변화로 나머지는 유리질이 됐다는 것을 뜻한다